# Incertella crassiseta
Incertella crassiseta är en tvåvingeart som först beskrevs av Nartshuk 1973.  Incertella crassiseta ingår i släktet Incertella och familjen fritflugor. Inga underarter finns listade i Catalogue of Life.